# Phare de Tory Island
Le phare de Tory Island est un phare situé sur l'Île de Toraigh au large des côtes du Comté de Donegal (Irlande). Il est géré par les Commissioners of Irish Lights (CIL).

## Histoire
Les commissaires de port et les marchands de Sligo ont fait la demande à Trinity House d'un projet de phare sur l'île de Toraigh en avril 1828. L'accord en a été donné sur la principe que ce phare, à sa mise en service, remplacerait celui d'Arranmore. Le phare et les bâtiments annexes ont été conçus par l'inspecteur George Halpin (en) et construits sous sa supervision. La lumière fut établie le 1er août 1832. La tour ronde en maçonnerie, avec la lanterne et sa galerie, fait 27 m de haut, pour une élévation de la lumière à 40 m au-dessus du niveau de la mer. Un passage couvert la relie aux maisons des gardiens et le tout est entouré d'un mur de pierre. Depuis mai 1956, la tour est peinte en noir avec une bande horizontale blanches, et la lanterne est blanche.
En 1972, quand la source lumineuse a été convertie en électricité, l'intensité de la lumière a été augmentée donnant une portée de 30 milles marins. La caractéristique de la lumière est restée la même depuis à quatre flashs blancs toutes les 30 secondes. La lentille dioptrique est de 1330 mm.
Un signal de brouillard a été établi en 1887. En mars 1989 il est devenu électrique et en octobre 1994 il a été supprimé. Une balise-radio a été mise en service dès 1931, puis l'utilisation de la radiogoniomètrie a été remplacée par une technologie plus moderne. Celle-ci a été supprimée en 1999 pour être remplacée par un équipement de GPS différentiel. En mars 1990, le phare a été transformé en exploitation automatique et les gardiens ont été retirés de la station. La station est depuis à la charge d'un opérateur via une liaison de télémétrie avec les services du CIL à Dun Laoghaire.
Ce phare fait partie des douze plus grands phares d'Irlande. Il marque l'entrée occidentale du Lough Swilly. Après restauration, les bâtiments annexes sont devenus des résidences de location de vacances. L'île est habitée et accessible par le ferry. Le phare est ouvert aux visiteurs depuis l'été 2015 et le ministère du tourisme subventionne l'accueil des touristes sur le site. Erigé sur une falaise verticale, il se trouve à environ 3 km au nord-est du village continental de Arryheernabin.